# Platyoplus
Platyoplus is een geslacht van rechtvleugeligen uit de familie sabelsprinkhanen (Tettigoniidae). De wetenschappelijke naam van dit geslacht is voor het eerst geldig gepubliceerd in 1973 door Tinkham.

## Soorten
Het geslacht Platyoplus  is monotypisch en omvat slechts de volgende soort:
- Platyoplus gilaensis (Tinkham, 1973)